# Центральний стадіон (Умань)
Центральний стадіон (Стадіон імені Котовського) — багатофункціональний спортивний комплекс у місті Умані. Розрахований на 7 552 футбольних глядачів.
Колишні назви: Стадіон імені Котовського (до 2004 року); «Іллічівець-Умань» (до вересня 2011 року) — назва походила від спонсора відбудованого стадіону — Маріупольського металургійного комбінату імені Ілліча; «Уманьферммаш» (до 2019 року) — від попереднього власника, заводу «Уманьферммаш».

## Історія
Історія заснування стадіону сягає далекого 1922 року. Тоді група спортсменів 9-ї кавалерійської дивізії вирішила, що місту потрібен стадіон. Ініціативу підтримав командир корпусу Григорій Котовський. Під місце для занять спортом вирішили відвести територію колишнього «Військового саду», що займав територію від нинішньої вулиці Андрія Кизила до вулиці Грушевського і був на той час страшенно занедбаний. 
З квітня 1923 року з майбутнього стадіону вивезли гори сміття, викорчували пеньки, спланували площу, звели огорожу. 1 липня 1923 року відбулось урочисте відкриття першого на Київщині «Червоного стадіону». Це було поле площею 2000 кв. м. із піщаним треком у 400 метрів навколо. На початку 50-х років стадіон потребував реконструкції. 
У 1960 році було вирішено: силами громадськості капітально перебудувати і значно розширити стадіон, побудувати трибуни на 10 тисяч місць. До речі, у 50-80-х роках минулого століття на головній споруді міста проводили не тільки спортивні, а й загальноміські заходи. Узимку центральне поле заливалося під ковзанку. Газета «Уманська зоря» від 27 січня 1957 року відзначала: «На міському стадіоні ім. Котовського відкрито зимову ковзанку. Масове катання продовжувалось до 10 години вечора. На ковзанці проводились змагання на першість міста по хокею з м'ячем». 
Історія оновленого стадіону починається у 2004 році, коли розпочато реконструкцію силами Уманьферммашу при фінансуванні Маріупольського металургійного комбінату імені Ілліча.
Повністю реконструйовано основне футбольне поле (збудоване за стандартними розмірами з трав'яним покриттям, дренажем та поливом), збудовано адміністративну будівлю з приміщеннями для спортсменів та душовими кімнатами, туалети для відвідувачів та гостей стадіону. Також оновлено баскетбольне та волейбольне ігрове поле і тенісний корт.
На початку 2005 року збудовано ще одне абсолютно нове футбольне поле зі штучним покриттям стандартного розміру.
Офіційне відкриття оновленого стадіону відбулося 9 травня 2005 року приурочене 60-річчю Перемоги у Німецько-радянській війні 1941—1945 років.
У серпні 2008 встановлено м'які гумові бігові доріжки європейського зразку.
У вересні 2011 року змінено напис при вході з «Стадіон Іллічівець» на «Стадіон Уманьферммаш»
8 липня 2016 року на стадіоні відбувся фінал аматорського чемпіонату України з футболу між «Агробізнесом» і «Балканами».
5 червня 2017 року арена приймала перший у своїй історії міжнародний матч між футбольними збірними України та Ізраїлю серед ветеранів. Матч завершився з рахунком 3:1 на користь господарів.
Наприкінці 2017 року стадіон повернено від заводу «Уманьферммаш» на баланс Уманської міської ради. У 2019 році міська влада перейменувала стадіон на Центральний.
15 жовтня 2022 року стадіон вперше прийняв чоловічі професійні змагання: тут відбувся матч Першої ліги між томаківським «Скоруком» та ФК «Чернігів». 

## Зображення

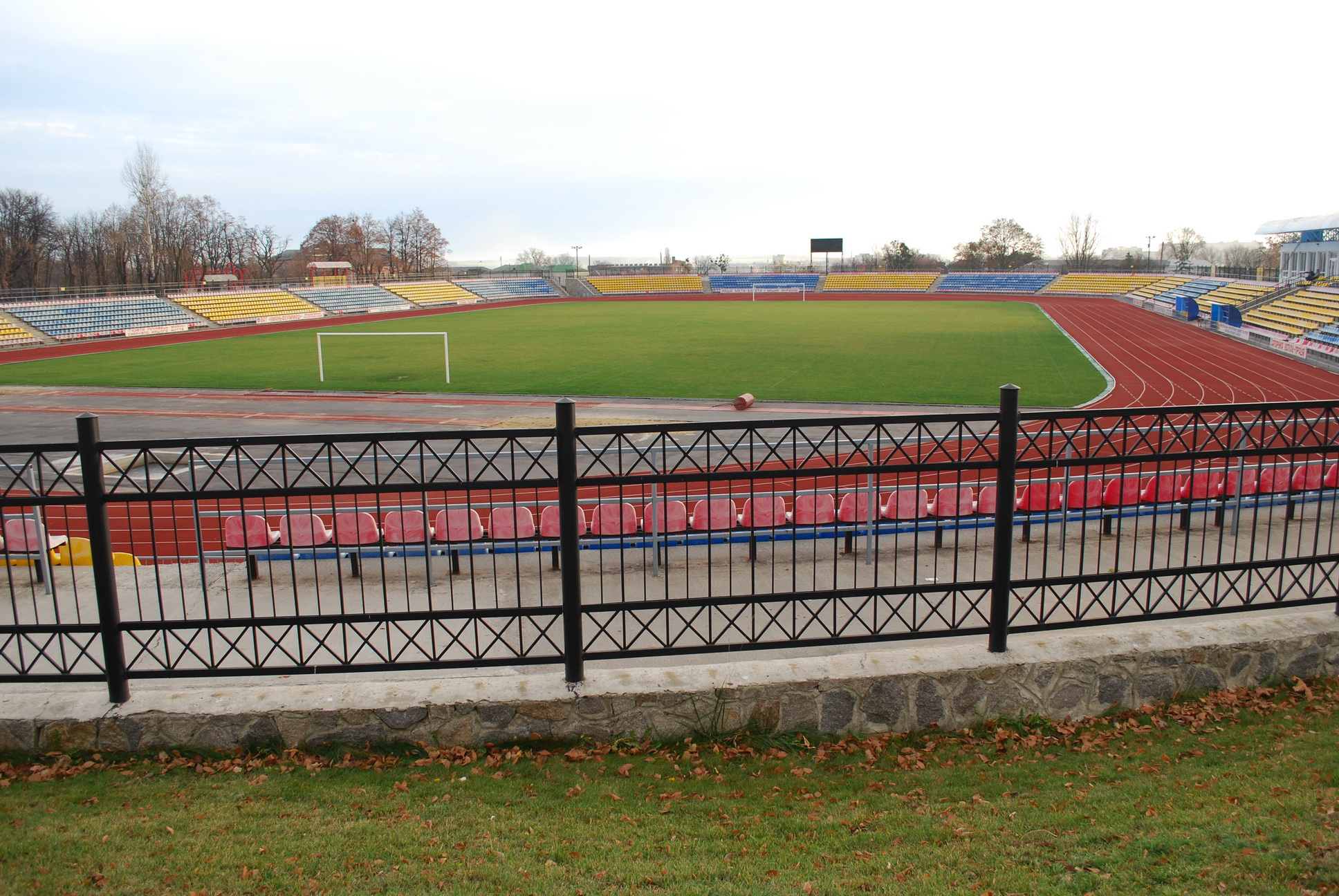
Основне футбольне поле
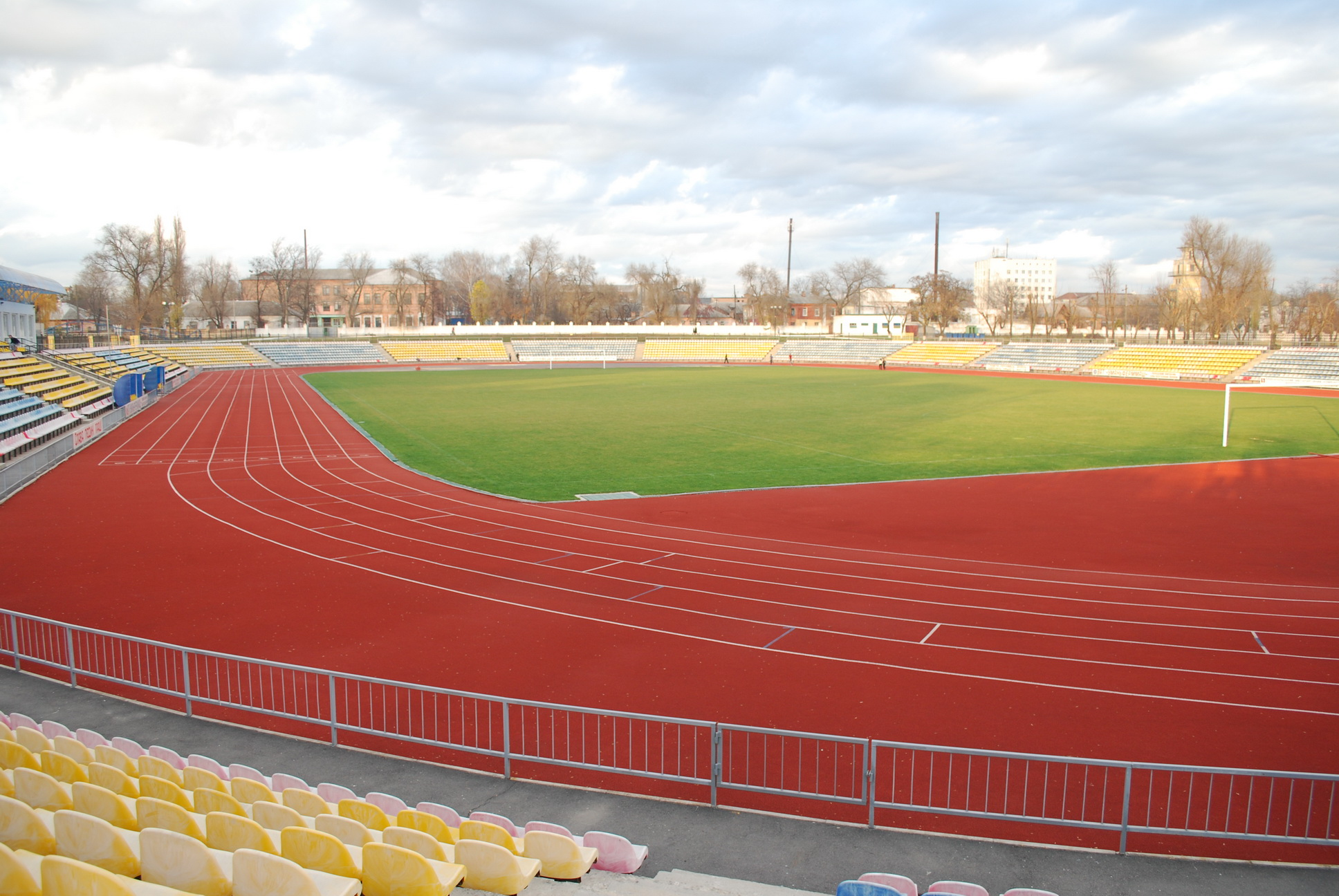
Основне футбольне поле, вигляд з південної сторони
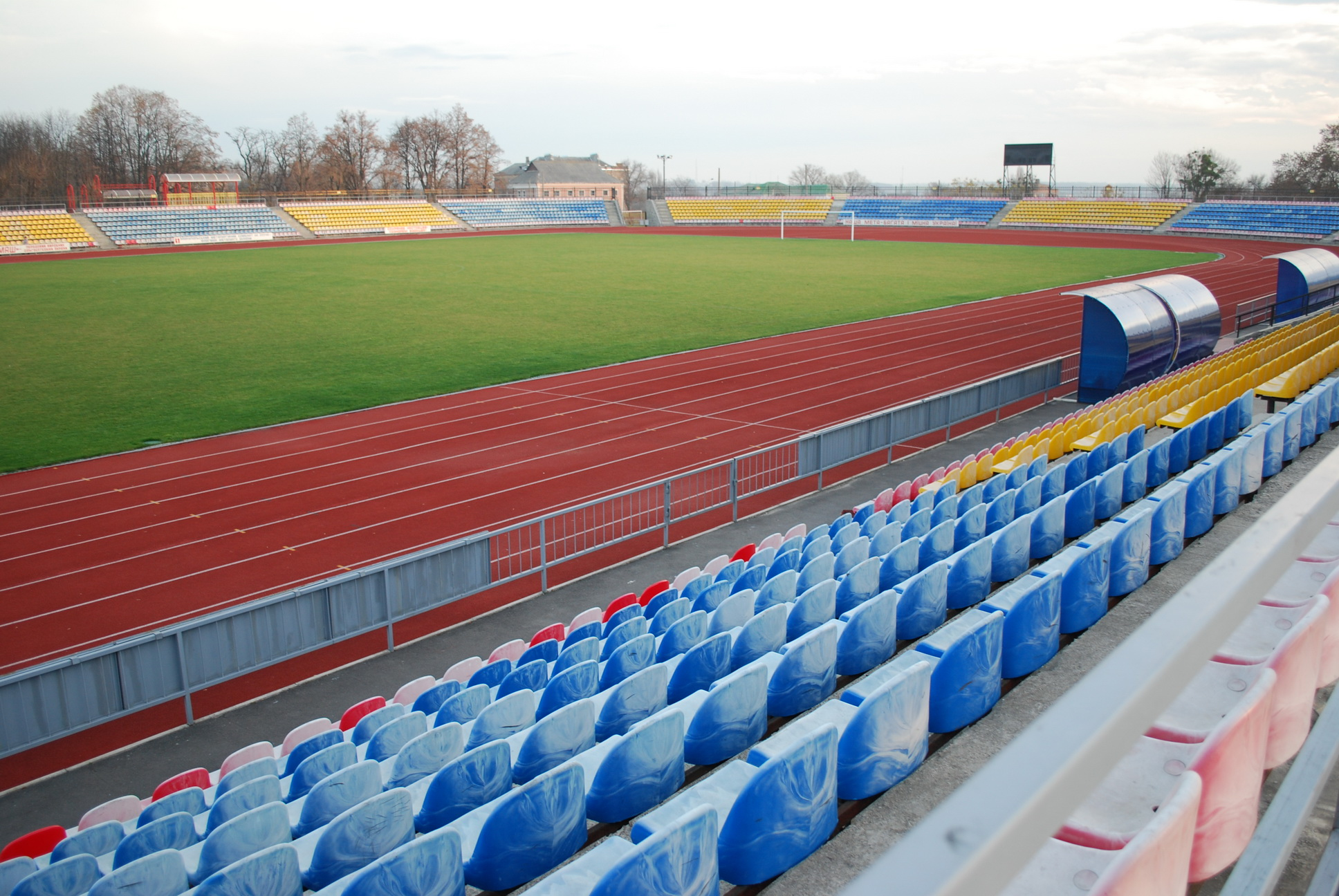
Поле стадіону з західної сторони
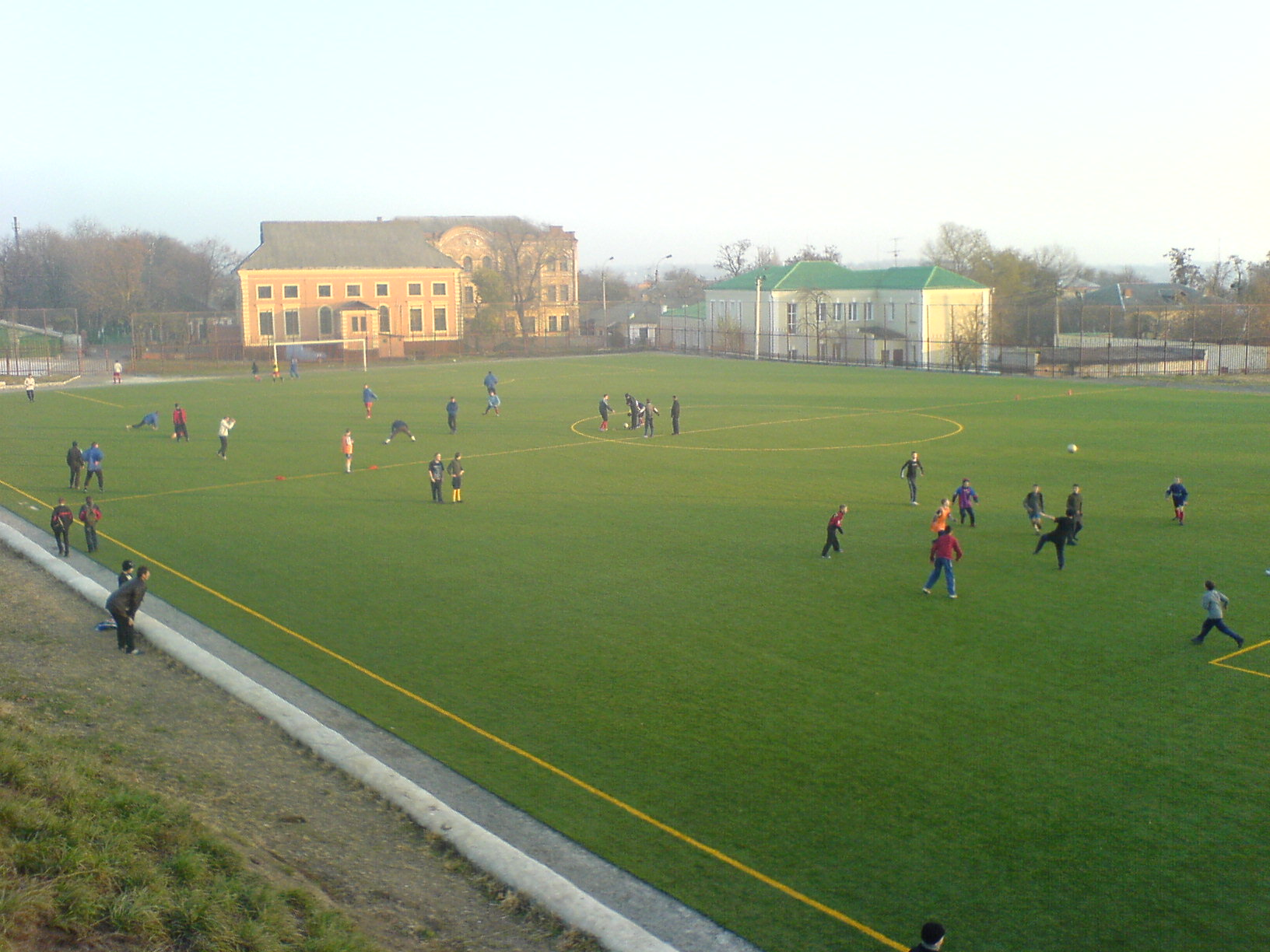
Штучне поле з північної сторони
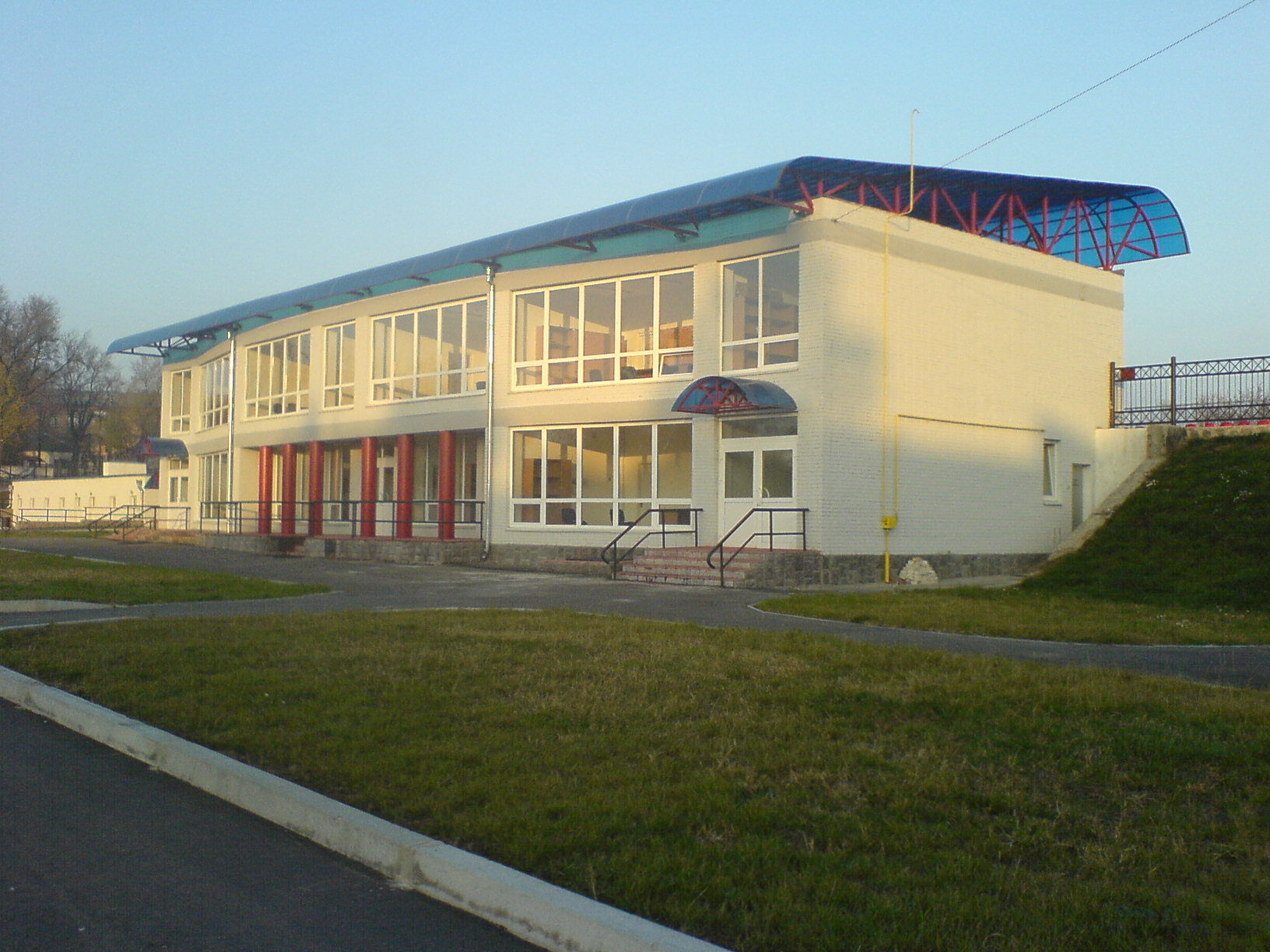
Адмінбудинок
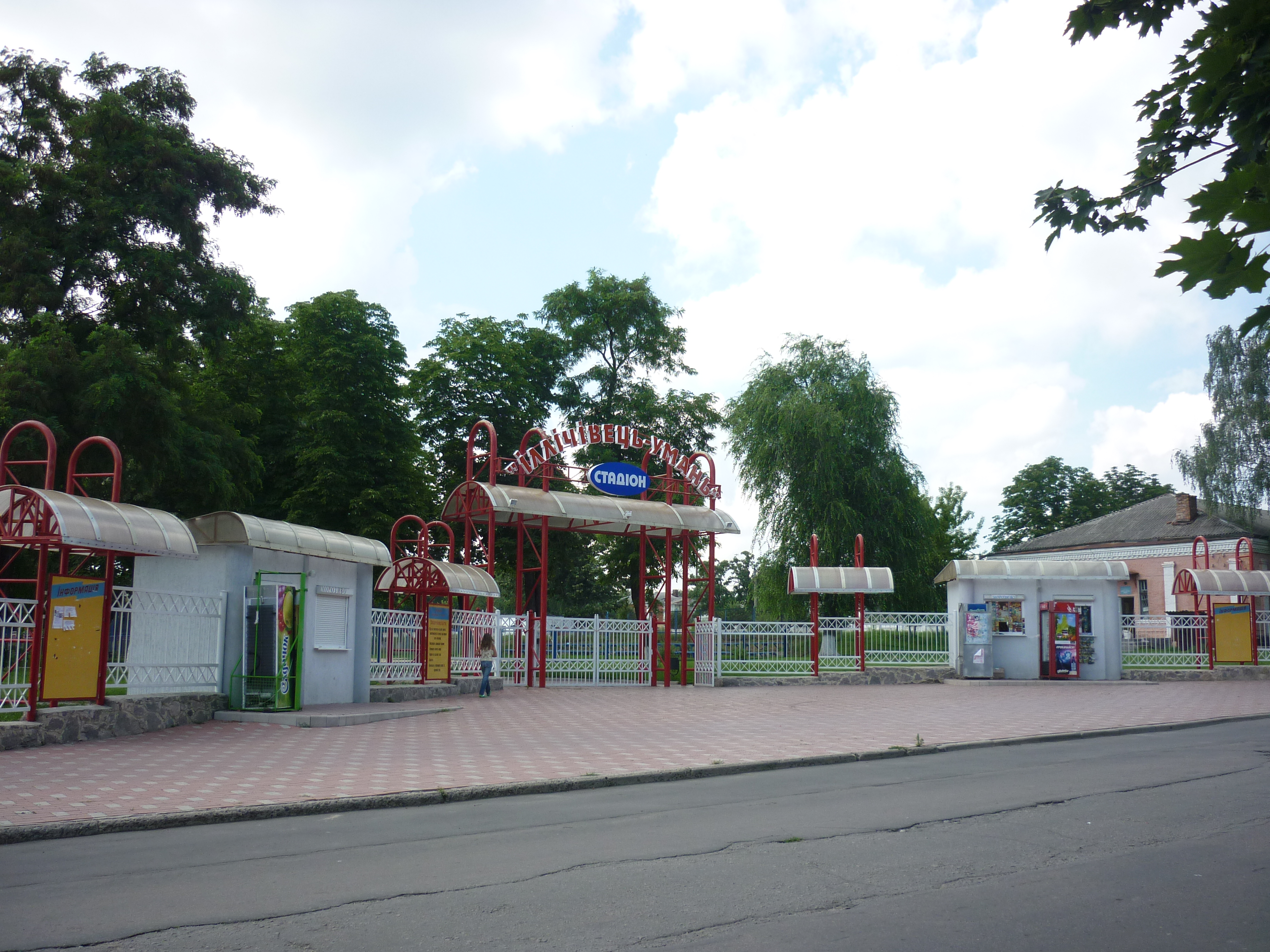
Головний вхід до зміни назви у 2011 році

## Інфраструктура
Стадіон розташований неподалік центра міста Умань. Головний вхід розташований по вулиці Андрія Кизила, ще один знаходиться на північній стороні — по вулиці Анатолія Слонського. Поле стадіону орієнтоване з півночі на південь, навколо нього розміщуються трибуни у формі овалу. Пластикові крісла трьох кольорів: сині, червоні та жовті. Глядацькі місця розділені на 23 сектори та ложу для VIP гостей.
Біля головного входу праворуч розміщене спортивне товариство «Колос» по метанню молота, її керівник — тренер Тихомиров М. А. Відомі атлети — Крикун Олександр Володимирович — бронзовий призер Олімпійських ігор 1996 року в Атланті. Ліворуч від головного входу — Уманська дитячо-юнацька спортивна школа № 1.

### Пам'ятники
На території стадіону знаходиться Меморіал декабристові Сергію Волконському

## Команди та вболівальники
На футбольних полях постійно тренується та грає футбольна команда «Уманьферммаш».
Стадіон збудовано для великої кількості відвідувачів, тож він рідко буває заповнений навіть наполовину.
Під час футбольних матчів та інших спортивних ігор — вільне відвідування.